# Sigurd Hoel
Sigurd Hoel (14 de Dezembro de 1890 - 14 de Outubro de 1960) foi um escritor e consultor editoral norueguês, nascido em Nord-Odal. Estreou-se com a colectânea de contos Veien vi gaar (O caminho que seguimos), em 1922. Começou a evidenciar-se com Syndere i sommersol (Pecadores no verão, 1927), que serviu de guião a filmes em 1932 e em 2002.

## Vida
Era filho do professor Lars Anton e de Elisa Dorothea Hoel e cresceu em Odalen. Foi admitido na escola Ragna Nielsens em Kristiania, mas quando terminou a escola em 1909 não dispunha de meios para ingressar na faculdade. Trabalhou por um tempo como vendedor de seguros antes de poder iniciar os seus estudos em 1910, obtendo sustento como professor. Em 1913 estava empregado da escola Ragna Nielsens.
No tempo de faculdade foi o editor da revista Minerva. Iniciou a sua carreira literária com o conto Idioten (Idiota), de 1918, quando ganhou um concurso de escrita. No mesmo ano ficou empregado da Socialdemokraten como crítico de literatura e de teatro. Em 1920 escreveu a comédia Den Enes Død com o seu amigo Bø Finn. Mais tarde foi consultor da editora Gyldendal Norsk Forlag e editor do jornal Mot Dag.
Em 1924 viajou para Berlim para estudar socialismo e aí escreveu o seu primeiro romance,  Prøvestenen (A sétima estrela). Seguiu depois para Paris onde se encontrou com Nic Waal (falecida em 1960), com quem se casou na Noruega em 1927. Separaram-se em 1936 e no mesmo ano casou-se novamente, desta vez com Ada Ivan. De 1934 a 1939 Hoel foi colega de trabalho de Wilhelm Reich que então tinha escolhido Oslo para exílio. A partir de janeiro de 1934 recebeu treino de análise de Reich mas a sua prática como terapeuta foi limitada a quatro pacientes. Hoel colaborou no periódico em língua alemã Zeitschrift für Politische Psychologie und Sexualökonomie (Revista de psicologia política e economia do sexo) e foi o editor-chefe dos números 13 a 15. Um dos seus principais ensaios trata dos Julgamentos de Moscovo.
Durante a guerra Hoel e a esposa voltaram para Odalen. Ele participou no movimento de Resistência e escreveu artigos para a imprensa da Resistência. Em 1943 foi forçado a fugir para a Suécia.
Hoel teve uma curta ligação ao movimento landsmål, mas mais tarde desempenhou um papel ativo na campanha riksmål. Foi um dos fundadores da Associação dos Escritores em 1952 e foi o Presidente do Riksmålsforbundet de 1956 a 1959. Morreu de ataque cardíaco aos 69 anos de idade.

## Principais Obras
Veien til verdens ende (Caminho para o fim do mundo, 1933) é o retrato de uma criança num ambiente campestre e é considerada uma das suas principais obras junto com, entre outras coisas, o romance Møte ved Milepelen (Encontro no marco da estrada, 1947). Neste romance ele smultaneamente se distancia do nazismo e retrata o confronto militar como um problema. O último romance, Trollringen (O círculo Troll, 1958), também está entre as suas obras mais conhecidas.
Como o principal consultor de literatura de língua norueguesa e traduzida da editora Gyldendal, Hoel teve influência sobre toda uma geração da literatura norueguesa. De 1929 a 1959 Hoel foi o editor da "Série de Ouro" da casa editora, em que ele apresentou vários autores estrangeiros, muitas vezes com uma perspectiva surpreendente das obras que iriam perdurar. A série compreende 101 livros, incluindo, entre outras, obras de autores como Ernest Hemingway, F. Scott Fitzgerald e Franz Kafka. Hoel escreveu prefácios para todos os livros e as preferências foram coligidas nos 50 livros de ouro (1939) e Nos restantes 51 de ouro (1959).

## Obras
- Knut Hamsun, O. Norlis, 1920
- Veien vi gaar, Gyldendal Norsk Forlag, 1922. Contos.
- Syvstjernen, Gyldendal, 1924. Romance.
- Syndere i sommersol, Gyldendal, 1927. Romance.
- Ingenting, Gyldendal, 1929. Romance.
- Mot muren, Gyldendal, 1930. Drama.
- Don Juan, Gyldendal, 1930. Drama, escrito com Helge Krog.
- En dag i oktober, Gyldendal, 1931. Romance.
- Veien til verdens ende, Gyldendal, 1933. Romance.
- Fjorten dager før frostnettene, Gyldendal, 1935. Romance.
- Sesam sesam, Gyldendal, 1938. Romance.
- Prinsessen på glassberget, Gyldendal, 1939. Contos.
- 50 gule, Gyldendal, 1939. Artigos.
- Arvestålet, Gyldendal, 1941. Romance.
- Tanker i mærketid, Gyldendal, 1945. Ensaios.
- Møte ved milepelen, Gyldendal, 1947. Romance.
- Tanker fra mange tider, Gyldendal, 1948. Ensaios.
- Jeg er blitt glad i en annen, Gyldendal, 1951. Romance.
- Tanker mellom barken og veden, Gyldendal, 1952. Ensaios.
- Stevnemøte med glemte år, Gyldendal, 1954. Romance.
- Tanker om norsk diktning, Gyldendal, 1955. Ensaios.
- Ved foten av Babels tårn, Gyldendal, 1956. Romance.
- Trollringen, Gyldendal, 1956. Romance.
- De siste 51 gule, Gyldendal, 1959. Ensaios.

### Traduções
- Anita Loos, Os homens preferem as louras, Gyldendal, 1926.
- Joseph Conrad, The Nigger of the Narcissus, Gyldendal, 1928
- Joseph Conrad, Coração das Trevas, Gyldendal, 1929
- Joseph Conrad, Lord Jim, Gyldendal, 1932
- William Faulkner, Light in August, Gyldendal, 1934
- Arthur Koestler, Arrival and Departure, Gyldendal, 1946

### Obras Póstumas
- Ettertanker, Gyldendal, 1980. Ensaios e artigos, publicado por Leif Longum.
- Litterære essays, Dreyer, 1990. Publicado por Helge Nordahl.

## Prémios e Distinções
- Gyldendal's Endowment - 1940
- Bokhandlerprisen - 1948